# العلاقات التشيلية المالية
العلاقات التشيلية المالية هي العلاقات الثنائية التي تجمع بين تشيلي ومالي.

## مقارنة بين البلدين
هذه مقارنة عامة ومرجعية للدولتين:
| وجه المقارنة                                              | تشيلي                         | مالي            |
| --------------------------------------------------------- | ----------------------------- | --------------- |
| المساحة (كم2)                                             | 756.10 ألف                    | 1.24 مليون      |
| عدد السكان (نسمة)                                         | 17.37 مليون                   | 18.54 مليون     |
| الكثافة السكانية (ن./كم²)                                 | 22.97                         | 14.95           |
| العاصمة                                                   | سانتياغو                      | باماكو          |
| اللغة الرسمية                                             | اللغة الإسبانية               | لغة فرنسية      |
| العملة                                                    | بيزو تشيلي، وحدة حساب تشيلية ‏ | فرنك غرب أفريقي |
| الناتج المحلي الإجمالي (بليون دولار)                      | 277.08 مليار                  | 15.29 مليار     |
| الناتج المحلي الإجمالي (تعادل القوة الشرائية) بليون دولار | 419.39 مليار                  | 35.69 مليار     |
| الناتج المحلي الإجمالي الاسمي للفرد دولار أمريكي          | 13.42 ألف                     | 724             |
| الناتج المحلي الإجمالي للفرد دولار أمريكي                 | 22.07 ألف                     | 1.60 ألف        |
| مؤشر التنمية البشرية                                      | 0.832                         | 0.419           |
| رمز المكالمات الدولي                                      | +56                           | +223            |
| رمز الإنترنت                                              | .cl                           | .ml             |
| المنطقة الزمنية                                           | 00، 00، 00، 00                | 00              |

## منظمات دولية مشتركة
يشترك البلدان في عضوية مجموعة من المنظمات الدولية، منها:
| علم المنظمة | اسم المنظمة                               | تاريخ انضمام تشيلي | تاريخ انضمام مالي |
| ----------- | ----------------------------------------- | ------------------ | ----------------- |
|             | مؤسسة التنمية الدولية                     | 30 ديسمبر 1960     | 27 سبتمبر 1963    |
|             | الأمم المتحدة                             | 24 أكتوبر 1945     | 28 سبتمبر 1960    |
|             | منظمة التجارة العالمية                    | ?                  | ?                 |
|             | منظمة الشرطة الجنائية الدولية             | ?                  | ?                 |
|             | المركز الدولي لتسوية المنازعات الاستشارية | 24 أكتوبر 1991     | 2 فبراير 1978     |
|             | الاتحاد الدولي للاتصالات                  | 1908               | 21 أكتوبر 1960    |
|             | الفريق المعني برصد الأرض                  | ?                  | ?                 |
|             | البنك الدولي للإنشاء والتعمير             | 31 ديسمبر 1945     | 27 سبتمبر 1963    |
|             | الاتحاد البريدي العالمي                   | ?                  | ?                 |
|             | منظمة حظر الأسلحة الكيميائية              | ?                  | ?                 |
|             | مؤسسة التمويل الدولية                     | 15 أبريل 1957      | 9 مايو 1978       |
|             | وكالة ضمان الاستثمار متعدد الأطراف        | 12 أبريل 1988      | 22 أكتوبر 1992    |
|             | يونسكو                                    | 7 يوليو 1953       | 7 نوفمبر 1960     |

## وصلات خارجية
- موقع وزارة الخارجية التشيلية